# Tréglamus
Tréglamus (bretonisch Treglañviz) ist eine französische Gemeinde mit 1.100 Einwohnern (Stand: 1. Januar 2022) im Département Côtes-d’Armor in der Region Bretagne. Sie gehört zum Arrondissement Guingamp und zum Kanton Callac. Die Einwohner werden Tréglamusois(es) genannt.

## Geographie
Tréglamus liegt etwa 37 Kilometer westnordwestlich von Saint-Brieuc.

## Bevölkerungsentwicklung
| Tréglamus: Einwohnerzahlen von 1793 bis 2016                                                                               | Tréglamus: Einwohnerzahlen von 1793 bis 2016 | Tréglamus: Einwohnerzahlen von 1793 bis 2016 | Tréglamus: Einwohnerzahlen von 1793 bis 2016 | Tréglamus: Einwohnerzahlen von 1793 bis 2016 |
| --- | -------------------------------------------- | -------------------------------------------- | -------------------------------------------- | -------------------------------------------- |
| Jahr |                                              |                                              |                                              | Einwohner                                    |
| 1793 | 1793                                         |                                              | 785                                          | 785                                          |
| 1800 | 1800                                         |                                              | 1.200                                        | 1.200                                        |
| 1806 | 1806                                         |                                              | 1.250                                        | 1.250                                        |
| 1821 | 1821                                         |                                              | 1.316                                        | 1.316                                        |
| 1831 | 1831                                         |                                              | 1.493                                        | 1.493                                        |
| 1836 | 1836                                         |                                              | 1.493                                        | 1.493                                        |
| 1841 | 1841                                         |                                              | 1.487                                        | 1.487                                        |
| 1846 | 1846                                         |                                              | 1.587                                        | 1.587                                        |
| 1851 | 1851                                         |                                              | 1.575                                        | 1.575                                        |
| 1856 | 1856                                         |                                              | 1.509                                        | 1.509                                        |
| 1861 | 1861                                         |                                              | 1.574                                        | 1.574                                        |
| 1866 | 1866                                         |                                              | 1.582                                        | 1.582                                        |
| 1872 | 1872                                         |                                              | 1.535                                        | 1.535                                        |
| 1876 | 1876                                         |                                              | 1.502                                        | 1.502                                        |
| 1881 | 1881                                         |                                              | 1.504                                        | 1.504                                        |
| 1886 | 1886                                         |                                              | 1.511                                        | 1.511                                        |
| 1891 | 1891                                         |                                              | 1.445                                        | 1.445                                        |
| 1896 | 1896                                         |                                              | 1.373                                        | 1.373                                        |
| 1901 | 1901                                         |                                              | 1.337                                        | 1.337                                        |
| 1906 | 1906                                         |                                              | 1.327                                        | 1.327                                        |
| 1911 | 1911                                         |                                              | 1.415                                        | 1.415                                        |
| 1921 | 1921                                         |                                              | 1.245                                        | 1.245                                        |
| 1926 | 1926                                         |                                              | 1.236                                        | 1.236                                        |
| 1931 | 1931                                         |                                              | 1.132                                        | 1.132                                        |
| 1936 | 1936                                         |                                              | 1.058                                        | 1.058                                        |
| 1946 | 1946                                         |                                              | 1.025                                        | 1.025                                        |
| 1954 | 1954                                         |                                              | 947                                          | 947                                          |
| 1962 | 1962                                         |                                              | 840                                          | 840                                          |
| 1968 | 1968                                         |                                              | 757                                          | 757                                          |
| 1975 | 1975                                         |                                              | 715                                          | 715                                          |
| 1982 | 1982                                         |                                              | 763                                          | 763                                          |
| 1990 | 1990                                         |                                              | 795                                          | 795                                          |
| 1999 | 1999                                         |                                              | 836                                          | 836                                          |
| 2006 | 2006                                         |                                              | 946                                          | 946                                          |
| 2011 | 2011                                         |                                              | 998                                          | 998                                          |
| 2016 | 2016                                         |                                              | 1.014                                        | 1.014                                        |
| Quelle(n): EHESS/Cassini bis 1999, INSEE ab 2006 Anmerkung(en): Ab 1962 offizielle Zahlen ohne Einwohner mit Zweitwohnsitz |                                              |                                              |                                              |                                              |

## Sehenswürdigkeiten
Siehe: Liste der Monuments historiques in Tréglamus
- Herrenhaus in Kermouchard, vermutlich aus dem 17. Jahrhundert
- Herrenhaus in Kerguillet aus dem 17. Jahrhundert
- Wegekreuz, errichtet 1673, seit 1964 als Monument historique eingeschrieben
- Wegekreuz aus dem 14. Jahrhundert, seit 1964 als Monument historique eingeschrieben
- Wegekreuz in Kermadec aus dem 14. Jahrhundert, seit 1964 als Monument historique eingeschrieben
- Pfarrkirche Saint-Blaise aus dem 15. und 16. Jahrhundert
- Urgeschichtlicher Menhir in Restournec